# Polythérapie
Une polythérapie est un traitement médicamenteux comprenant plusieurs médicaments différents. Ce terme est souvent utilisé pour parler des traitements du SIDA[réf. nécessaire].